# Прохоров, Михаил Михайлович
Михаи́л Миха́йлович Про́хоров (род. 4 ноября 1942 года, Новозыбков) — советский и российский философ, специалист по онтологии и теории познания, теории и истории мировоззрений. Доктор философских наук, профессор.

## Биография
Родился 4 ноября 1942 года в Новозыбкове ныне Брянской области.
В 1969 году окончил философский факультет ЛГУ имени А. А. Жданова, а в 1972 году там же аспирантуру.
В 1973 году в ЛГУ имени А. А. Жданова защитил диссертацию на соискание учёной степени кандидата философских наук по теме «О диалектико-материалистическом понимании категорий исторического и логического» (специальность 09.00.01 — диалектический и исторический материализм).
В 1969—1972 годах — старший преподаватель кафедры философии Северо-Западного государственного заочного политехнического института.
В 1972—1977 годах — старший преподаватель кафедры философии Брянского института транспортного машиностроения.
В 1977—1978 годах — старший преподаватель кафедры философии и политической экономии Могилёвского государственного педагогического института.
В 1978—1990 годах — старший преподаватель, доцент, в 1994—1997 годах — профессор кафедры философии Горьковского/Нижегородского государственного университета.
В 1983—1984 годах преподавал в Университете Ориенте в Сантьяго-де-Куба.
В 1990—1991 годах — старший научный сотрудник и стажёр на философском факультете ЛГУ имени А. А. Жданова.
В 1991 году в ЛГУ имени А. А. Жданова защитил диссертацию на соискание учёной степени доктора философских наук по теме «Диалектика созерцания и преобразования в человеческой деятельности: анализ философских оснований» (специальность 09.00.01 — диалектический и исторический материализм). Официальные оппоненты — доктор философских наук, профессор В. А. Дёмичев, доктор философских наук, профессор В. В. Лапицкий и доктор философских наук, профессор Л. П. Сверчкова. Ведущая организация — Тверской государственный университет.
В 1992—1994 годах — заведующий кафедрой философии Нижегородского государственного сельскохозяйственного института.
В 1994 году создал нижегородский семинар «Теория и история мировоззрений».
С 1997 года — профессор кафедры методологии и философии Нижегородского государственного технического университета.
С 1997 года — профессор, а с 1998 — заведующий кафедрой философии Волжского государственного инженерно-педагогического института (ныне — кафедра философии и истории мировоззрения Мининского университета).
Профессор кафедры гуманитарных, социально-политических и юридических дисциплин Нижегородского филиала Московского государственного университета экономики, статистики и информатики.
Профессор кафедры истории, философии, педагогики и психологии Нижегородского государственного архитектурно-строительного университета.

## Научная деятельность
Занимаясь анализом проблемы исторического и логического М. М. Прохоров пришёл к выводу о том, что основной вопрос философии следует эксплицировать строго отношении человека и мира (мироотношение). Философию он рассматривает как теорию мировоззрения, которая занимается обобщением итогов культуры, науки и древней «исторической формы мировоззрения». Последняя распадается на «содержание» (мироотношение) и «форму» (средства и способы с помощью которых выражается мироотношение).
Мироотношение выражается в разных формах, а одна и та же форма в свою очередь выражает разные мироотошения. Им были выделены, описаны и представлены как основные способы человеческой идентификации три типа мироотношения: 1) созерцательное (здесь человек «растворён» в мировой субстанции и её изменениях); 2) реляционное/активистское (сущее находится в отношении к человеку, утверждается первичность субъектной деятельности); 3) коэволюционное (качественно отличается от двух предшествующих, поскольку господствующее положение одной стороны мироотношения вытесняется их равнозначностью и равностепенностью). По мнению М. М. Прохорова к конце XX века произошла замена мировоззрения активистского типа коэволюционным.
Онтологию он рассматривает в виде фундаментальной истории перехода первого типа мироотношения при посредстве второй к третьему, полагая, что необходимо принимать во внимание в логике и теории познания.
М. М. Прохоровым была показана важность проблемы процессуальности, её обновления и неисчерпаемости в категориальных формах выражения в мышлении. Также он указал на неправомерность попыток ссылаться на учение о развитии при обосновывании элиминации человека посредством систем имеющих искусственный интеллект ссылками. Он видит смысл перехода от «философии субстанции» к «философии движения» и необходимость в следовании принципу (методу) соответствия логического историческому.

## Научные труды

### Монографии
- Прохоров М. М. Диалектика созерцания и преобразования в человеческой деятельности. — Красноярск: Издательство Красноярского университета, 1990. — 200 с. ISBN 5-7470-0129-9
- Прохоров М. М. В поисках нового мировоззрения. — Н. Новгород: Издательство Нижегородского университета, 1992. — 144 с. ISBN 5-230-04217-6
- Прохоров М. М. Философия метафор экологической эпохи. — Н. Новгород: Изд-во Нижегород. унив., 1995. — 238 с.
- Прохоров М. М. История и мировоззрение. — Псков: Издательство Псковского областного института повышения квалификации работников образования, 1998. — 177 с. ISBN 5-7522-0012-1
- Прохоров М. М. Мировоззренческая самоидентификация человека. — Н. Новгород: Волжский государственный инженерно-педагогический институт, 1998. — 284 с. ISBN 5-88820-042-5
- Прохоров М. М. Историческое и логическое (философско-методологический анализ): монография. — Н. Новгород: Волжская государственная инженерно-педагогическая академия, 2004. — 186 с. ISBN 5-8820-177-4
- Прохоров М. М., Булычёв И. И., Антаков С. М., Грибанов С. В., Желтов Ю. В., Белоусов В. А., Фатенков А. Н., Рыбакова М. С. Мировоззренческая парадигма в философии: категориальный анализ: монография. — Н. Новгород: ВГИПА, 2005. — 244 с. ISBN 5-88820-189-8
- Прохоров М. М. Метафилософия и философия. — Н. Новгород: Изд-во ВГИПУ, 2006. — 347 с. ISBN 5-88820-315-7
- Прохоров М. М. Бытие и мировоззренческое самоопределение человека. монография / М. М. Прохоров ; Федеральное агентство по образованию, Российское гуманистическое о-во, ГОУ ВПО «Волжский гос. инженерно-пед. ун-т», Российская акад. наук и искусств, Общероссийская акад. человековедения. — Н. Новгород: ВГИПУ, 2007. — 407 с. ISBN 978-5-88820-369-6
- Прохоров М. М. Бытие, гуманизм и второе осевое время. — М.: Российское гуманистическое общество, 2008. — 238 с. ISBN 5-87387-056-X
- Прохоров М. М. Гуманизм и мировоззрение. — Н. Новгород: Изд-во ВГИПУ, 2008. — 291 с. ISBN 978-5-88820-454-2
- Белоусов В. А., Михайлов М. И., Табаков В. И., Татарникова Н. С., Унылов А. В., Гришин В. В., Гордина Е. Д., Гордин А. А., Нагорнов Е. А., Карпова Т. В., Канаева В. Ю., Титова Н. Б. Мировоззренческая парадигма в философии: религия, pro et contra в 2 частях. Часть II. — Н. Новгород: ВГИПУ, 2009. — 259 с. ISBN 978-5-88820-570-9
- Прохоров М. М. Философия для вузов. Тематический словарь. Учебное пособие. — Н. Новгород: ВГИПУ, 2009. — 276 с.
- Прохоров М. М. Технологическая природа религии: монография / М. М. Прохоров ; М-во образования и науки Российской Федерации, Российское гуманистическое о-во. — Н. Новгород: ВГИПУ, 2010. — 327 с. ISBN 978-5-88820-605-8
- Прохоров М. М. Природа философии и религии в истории мировоззрения: монография / М-во образования и науки Российской Федерации, Российское гуманистическое о-во [и др.]. — Н. Новгород: ВГИПУ, 2010. — 368 с. ISBN 978-5-88820-604-1
- Прохоров М. М. Научная школа «Мировоззренческая парадигма в философии» / М-во образования и науки Российской Федерации, ГОУ ВПО «Волжский гос. инженерно-пед. ун-т». — Н. Новгород: Изд-во ВГИПУ, 2011. — 163 с. : ил., портр. ISBN 978-5-88820-640-9
- Прохоров М. М. Философия, наука и религия в истории мировоззрения. Характеристика и анализ оснований. Saarbrücken, 2011.
- Прохоров М. М., Нагорнов Е. А. Технология и религия в контексте мировоззрения: монография / М-во образования и науки Российской Федерации, ФГБОУ ВПО "Нижегородский гос. пед. ун-т им. Козьмы Минина. — Н. Новгород: Изд-во НГПУ, 2012. — 191 с. ISBN 978-5-85219-272-1
- Прохоров М. М. Наука, философия и второе осевое время: исследование оснований: монография / М-во образования и науки Российской Федерации, ФГБОУ ВПО «Нижегородский гос. пед. ун-т». — Н. Новгород: НГПУ, 2012. — 237 с. ISBN 978-5-85219-259-2
- Прохоров М. М. Философские основания мировоззрения постнеклассической эпохи: монография: в 3 ч. Ч. 1. Философия осевого времени / М-во образования и науки Российской Федерации, ФГБОУ ВПО «Московский гос. ун-т экономики, статистики и информатики», Нижегородский фил. (НФ МЭСИ). — Н. Новгород: НФ МЭСИ, 2014. — 224 с. ISBN 978-5-906618-10-8
- Прохоров М. М. Философские основания мировоззрения постнеклассической эпохи: монография: в 3 ч. Ч. 2. Противоречия второго осевого времени / М-во образования и науки Российской Федерации, ФГБОУ ВПО «Московский гос. ун-т экономики, статистики и информатики», Нижегородский фил. (НФ МЭСИ). — Н. Новгород: НФ МЭСИ, 2015. — 210 с. ISBN 978-5-906618-10-8
- Антаков С. М., Булычёв И. И., Владимиров А. Н., Грязнова Е. В., Довгаленко Н. В., Думаревский Д. Б., Ерахтин А. В., Желтов Ю. В., Зелёнов Л. А., Кондрашов П. Н., Михайлов М. И., Омельченко В. В., Прохоров М. М., Рубцова Е. М., Фармаковский В. В. Мировоззренческая парадигма в философии: бытие и сущее, культура определения: монография. — Н. Новгород: НФ МЭСИ, 2015. — 328 с. ISBN 978-5-906618-03-0
- Беляцкая А. А., Бородин Е. А., Добродум О. В., Жульков М. В., Индриков А. А., Калинин П. Е., Кузьменков В. А., Куликова О. Б., Лазарова Э., Меликян М. А., Обрезков А. А., Палей Е. В., Петряков Л. Д., Портнов А. Н., Прохоров М. М., Смирнов Г. С., Смирнов Д. Г., Смирнова И. Н., Тимощук А. С. Языки глобального сознания. Коллективная монография. — Иваново: ИвГУ, 2016. — 516 с. ISBN 978-5-7807-1194-0
- Прохоров М. М. Философские основания мировоззрения постнеклассической эпохи: Человек и процессуальность мироздания. — Н. Новгород: ННГАСУ, 2017. — 333 с. ISBN 978-5-528-00209-5
- Афанасьева В. В., Владимиров А. А., Гумницкий Г. Н., Данилова В. С., Дуплинская Ю. М., Ерахтин А. В., Желтов Ю. В., Зеленов Л. А., Зеленцова М. Г., Каримов А. Р., Кожевников Н. Н., Кудряшев А. Ф., Кувакин В. А., Метлов В. И., Парилов О. В., Петров В. П., Пилипенко Е. А., Прохоров М. М., Сидоров В. Г., Солодухо Н. М. и др. Мировоззренческая парадигма в философии: основоположения онтогносеологии. Коллективная монография. — Н. Новгород: ННГАСУ, 2018. — 269 с. ISBN 978-5-528-00278-1

### Статьи
- Прохоров М. М. Место проблемы исторического и логического в марксистской философии // Вестник ЛГУ. Сер. «Философия». — 1971. — № 23.
- Прохоров М. М. Диалектика социальных процессов и задачи гносеологии в разработке философских проблем науки // Развитие актуальных проблем марксистско-ленинской философии. — Гомель, 1978.
- Прохоров М. М. Познание в процессе обучения философии в вузе // Социология высшей школы. Вып. 7. — Горький, 1978.
- Прохоров М. М. Проблема преодоления разрыва между познанием и практикой как двумя формами сознательной деятельности человека // Объективная закономерность и сознательная деятельность людей. Тезисы республиканской конференции. — Таллинн, 1979.
- Прохоров М. М. Диалектика отображения и преобразования действительности человеком // Сознание и диалектика процесса познания. — Иваново, 1980.
- Прохоров М. М. Единство технологического и исторического // Методологические проблемы построения теории в общественных науках. — Калинин, 1981.
- Прохоров М. М. Вопрос о предмете марксистско-ленинской философии и технология // Предмет философии: принципы, подходы, аспекты. Тезисы региональной конференции. — Челябинск, 1981.
- Прохоров М. М., Овчарова Т. Н. Ленинский анализ единства отображения и преобразования в познании и его методологическое значение // Соотношение противоречий и законов развития. — Горький, 1981.
- Прохоров М. М. Развитие системы категорий и основного вопроса философии // Проблемы развития системы категорий марксистской философии. — Челябинск, 1982.
- Прохоров М. М. Научная революция как диалектический скачок в развитии интеграции и дифференциации научного познания // Материалистическая диалектика: в 5 т. Т. 2 Субъективная диалектика. / Отв. ред. тома В. Г. Иванов. — М., 1982.
- Прохоров М. М. Монистическое понимание Лениным диалектики противоположностей // Анализ ленинского философского словаря. — Горький, 1983.
- Прохоров М. М. Типологизации познавательных противоречий: методологический анализ поиска решения проблемы // Противоречия в процессе познания. — Горький, 1985.
- Прохоров М. М. Философия марксизма о созерцательных и преобразующих сторонах процесса познания // Практика как методология научного познания. — Иваново, 1988.
- Прохоров М. М. Диалектика созерцания и преобразования как выражение противоречивой природы отношения человека к миру // Проблемы комплексного изучения и гармоничного развития человека. Тезисы региональной конференции. Ч. I. — Тверь, 1991.
- Прохоров М. М. Развитие системы категорий и основной вопрос философии // Проблемы развития системы категорий марксистской философии. — Челябинск, 1990;
- Прохоров М. М. Философия Н. А. Бердяева как учение о сознании свободы и творчества // Философия сознания в XX веке: проблемы и решения. Иваново, 1995.
- Прохоров М. М. Воображаемая логика Н. А. Васильева и её основания // Логика, методология, философия науки: В X т. T.VI. М. — Обнинск, 1995;
- Прохоров М. М. Основные типы мировоззрения // Педагогическое обозрение. — 1996. — № 3.
- Прохоров М. М. Народ, государство и противоречия // Государственное устройство и народ. Диалог мировоззрений: материалы международного симпозиума. — Н. Новгород: Волго-Вятская академия государственной службы, 1997. — С. 44-46.
- Прохоров М. М. О типах взаимоотношений человека с миром // Вестник Тамбовского университета. Серия: Гуманитарные науки. — 1997. — № 2. — С. 32—38.
- Прохоров М. М. Современность и мировоззрение: изменение в основаниях // Мир человека: теория и история мировоззрений. Н. Новгород, 1997
- Прохоров М. М. К онтологии игры: три образа // Мир человека: теория и история мировоззрений. Н. Новгород, 1997
- Прохоров М. М. О предельных основаниях человеческого бытия // Вестник Тамбовского университета. Серия: Гуманитарные науки, 1998. — № 2. — С. 19—25.
- Прохоров М. М. Размышления об итоговом смысле русской философии Серебряного века // Вестник Тамбовского университета. Серия: Гуманитарные науки. — 1998. — № 3. — С. 17—22.
- Прохоров М. М. Россия накануне XXI в.: следует ли продолжать прерванный путь развития? // Мир в III тысячелетии. Диалог мировоззрений Материалы V Всероссийского научно-богословского симпозиума цикла «Диалог мировоззрений». — Н. Новгород: Волго-Вятская академия государственной службы, 1999. — С. 110—114.
- Прохоров М. М. Идея исторической философии // Рациональное и иррациональное в современной философии. Иваново, 1999
- Прохоров М. М. Философия Н. А. Бердяева как раскрытие тайны субъекта, творения и реальности // Вестник Тамбовского университета. Серия: Гуманитарные науки. — 1999. — № 1. — С. 40—47.
- Прохоров М. М. Мировоззрение и методология на пороге XXI века: противоположность догматизма и потенциализма // Вестник Тамбовского университета. Сер. «Гуманитарные науки». — 2000. — № 2 (18). — С. 54—64.
- Прохоров М. М. Будущее России: коэволюционная стратегия развития // Россия и россияне: выбор пути. Н. Новгород, 2000.
- Прохоров М. М. Стратегия для развития России в эпоху перемен // Пути развития общества в эпоху перемен Материалы II-ой Региональной научной конференции. — Н. Новгород: Нижегородский коммерческий институт, 2001. — С. 247—253.
- Прохоров М. М. О противоречии онтологии возможных миров // Онтология возможных миров в контекстах классической и неклассической рациональности Тезисы научной конференции. — СПб.: Издательство Санкт-Петербургского государственного университета, 2001. — С. 87—89.
- Прохоров М. М. В поисках современной философско-мировоззренческой концепции обучения // Профессиональное образование. — 2001. — № 9. — С. 9.
- Прохоров М. М. Апоретика оснований человеческого бытия: история и современность // Вестник Тамбовского университета. Серия: Гуманитарные науки. — 2002. — № 4 (28). — С. 13—23.
- Прохоров М. М. Истина как проблема в диалоге мировоззрений // Истина и заблуждение. Диалог мировоззрений материалы 7 Международной научно-богословского симпозиума. / отв. ред.: Б. П. Шулындин. — Н. Новгород: Волго-Вятская академия государственной службы, 2003. — С. 25—29.
- Прохоров М. М. Метафизика процессуальности // Наука и повседневность: коммуникация, междисциплинарность, металингвистика. Материалы Пятой межрегиональной научной конференции, (2-4 дек. 2002 г., г. Н. Новгород). Отв. ред.: Р. Г. Стронгин. — Н. Новгород: ННГУ имени Н. И. Лобачевского, 2003. — С. 65—83.
- Прохоров М. М. Мудрость толерантности и толерантность мудрости // Учёные записки Волго-Вятского отделения Международной Славянской академии наук, образования, искусств и культуры По материалам 6-х Рождественских научно-богословских чтений, проходивших в дни юбилейного 10-го Фестиваля культуры и искусств «Рождественские дни православной культуры» (г. Новгород, январь 2003 г.). Нижегородский государственный университет им. Н. И. Лобачевского. Нижний Новгород, 2003. — С. 86—94.
- Прохоров М. М. Философия и симулирование // Вестник Российского философского общества. — 2008.— № 4 (48). — С. 111—114
- Прохоров М. М. Размышления о последней книге В. А. Кутырёва о механизации и рационализме // Мир человека Петровская академия наук и искусств. Н. Новгород, 2003. — С. 367—382.
- Прохоров М. М. Парадоксы деятельности // Вестник Российского философского общества. — 2003. — № 1. — С. 23.
- Прохоров М. М. О парадоксах процессуальности // Вестник Тамбовского университета. Серия: Гуманитарные науки. — 2003. — № 3 (31). — С. 58—67.
- Прохоров М. М. Соотношение классических и современных концепций познания и онтологии как проблема полионтичной реальности // Вестник Тамбовского университета. Серия: Гуманитарные науки. — 2004. — № 3 (35). — С. 13—21.
- Прохоров М. М. Естественное и искусственное: взаимоотношение натурфилософии и современной философии // Вестник Тамбовского университета. Серия: Гуманитарные науки. — 2005. — № 2 (38). — С. 76—84
- Прохоров М. М. Глобализация и культурная идентичность России: социальная атомизация и духовность россиян // Вестник Казанского государственного университета культуры и искусств. — 2005. — № 1. — С. 10—15.
- Прохоров М. М. Онтологические и экзистенциальные проблемы и противоречия гуманистической концепции в философии // Гуманизм. Онтологическая и антропологическая аналитика межвузовский тематический сборник. — Владимир: Владимирский государственный педагогический университет, 2006. — С. 22—44.
- Прохоров М. М. Социальность и коммуникация // Высокие технологии в педагогическом процессе Труды VII Международной научно-методической конференции преподавателей вузов, ученых и специалистов. — Н. Новгород: Волжский государственный инженерно-педагогический университет, 2006. — С. 11—14.
- Прохоров М. М. Идея генологии // Высокие технологии в педагогическом процессе Труды VII Международной научно-методической конференции преподавателей вузов, ученых и специалистов. — Н. Новгород: Волжский государственный инженерно-педагогический университет, 2006. — С. 52—53.
- Прохоров М. М. «История и философия науки»: концепция нового кандидатского экзамена по философии // Вестник Волжского государственного инженерно-педагогического университета. — 2006. — № 2 (3). — С. 121—128.
- Прохоров М. М. Существование и его философские основания // Вестник Волжского государственного инженерно-педагогического университета. — 2006. — № 2 (3). — С. 18—24.
- Прохоров М. М. Мировоззренческие парадигмы и основания для профессионального образования // Развитие творческого наследия С. Я. Батышева в системе непрерывного профессионального образования материалы I Всероссийской научно-практической конференции, (14 ноября 2007 г.). редкол.: Балашов С. П. и др. — Н. Новгород: ВГИПУ, 2007. — С. 108—111.
- Прохоров М. М. Философские основания непрерывного профессионального образования на уровне аспирантуры // Развитие творческого наследия С. Я. Батышева в системе непрерывного профессионального образования материалы I Всероссийской научно-практической конференции, (14 ноября 2007 г.). редкол.: Балашов С. П. и др. — Н. Новгород: ВГИПУ, 2007. — С. 117—120.
- Прохоров М. М., Субботин А. В. Представления о личности и душе в эпоху Ренессанса // Развитие творческого наследия С. Я. Батышева в системе непрерывного профессионального образования материалы I Всероссийской научно-практической конференции, (14 ноября 2007 г.). редкол.: Балашов С. П. и др. — Н. Новгород, 2007. — С. 123—124.
- Прохоров М. М. «Религиозный поворот» в философии и его социальные основания в современной России // Развитие творческого наследия С. Я. Батышева в системе непрерывного профессионального образования материалы I Всероссийской научно-практической конференции, (14 ноября 2007 г.). редкол.: Балашов С. П. и др. — Н. Новгород: ВГИПУ, 2007. — С. 126—130.
- Прохоров М. М. Гуманизм как разотчуждение человека: природа, история и современность // Природа человека и гуманизм: антропологическое измерение техногенной цивилизации материалы Международной научной конференции, Владимир, 28-29 сентября 2007 года. сост. Андреева Л. С. — Владимир: Владимирский гос. пед. ун-т, 2007. — С. 184—185.
- Прохоров М. М. Три уровня определения бытия // Современная онтология II Материалы международной научной конференции «Бытие как центральная проблема онтологии». / Под ред. М. С. Уварова. — СПб.: Издательство Санкт-Петербургского государственного университета, 2007. — С. 119—131.
- Прохоров М. М. Бытие и наука: взгляд философии // Законы научной сферы общества Материалы Х Международной ярмарки идей, 35 Академического симпозиума. Нижегородский государственный архитектурно-строительный университет Общероссийская академия человековедения Нижегородское отделение Российского философского общества Волго-Вятское отделение Российского общества социологов Нижегородский философский клуб, 2007. С. 31—37.
- Прохоров М. М. Метафизика и философская антропология: три уровня определённого бытия // Человек в современных философских концепциях материалы Четвёртой международной конференции: в 4 томах. / Отв. ред. Н. В. Омельченко. — Волгоград: Волгоградский государственный университет, 2007. — С. 7—11.
- Прохоров М. М. Инновация и старые проблемы новизны // Вестник Российского философского общества. — 2007. — № 2. — С. 92—100.
- Прохоров М. М. О бытии и уровнях его определения // Вестник Тамбовского университета. Серия: Гуманитарные науки. — 2007. — № 12-1 (56). — С. 21—28
- Прохоров М. М. Возможна ли идея языческой философии? // Вестник Тамбовского университета. Серия: Гуманитарные науки. — 2007. — № 2 (46). — С. 11—19.
- Прохоров М. М. Категория бытия и её значение для философии права // Актуальные проблемы философии права и государства сборник статей. — Н. Новгород: Нижегородская правовая академия, 2008. — С. 126—136.
- Прохоров М. М. К пониманию бытия // Социально-экономические проблемы и перспективы развития высшего профессионального образования материалы V Всероссийской научно-практической конференции преподавателей вузов, ученых, специалистов, аспирантов, студентов. Федеральное агентство по образованию ГОУ ВПО «Волжский государственный инженерно-педагогический университет». — Н. Новгород: ВГИПУ, 2008. — С. 239—242.
- Прохоров М. М. Современное противопоставление материализма и идеализма // Социально-экономические проблемы и перспективы развития высшего профессионального образования материалы V Всероссийской научно-практической конференции преподавателей вузов, ученых, специалистов, аспирантов, студентов. Федеральное агентство по образованию ГОУ ВПО «Волжский государственный инженерно-педагогический университет». — Н. Новгород: ВГИПУ, 2008. — С. 242—244.
- Прохоров М. М. Проблема одиночества в учебном курсе философии // Социально-экономические проблемы и перспективы развития высшего профессионального образования материалы V Всероссийской научно-практической конференции преподавателей вузов, ученых, специалистов, аспирантов, студентов. Федеральное агентство по образованию ГОУ ВПО «Волжский государственный инженерно-педагогический университет». — Н. Новгород: ВГИПУ, 2008. — С. 244—247.
- Прохоров М. М. Борьба диалектики «негативной» с классической (позитивной) и право // Наука и молодежь материалы IX Всероссийской научно-практической конференции студентов и аспирантов. М-во образования и науки Российской Федерации, Федеральное агентство по образованию, Департамент образования Нижегородской обл., ГОУ ВПО «Волжский государственный инженерно-педагогический университет»; [редкол.: Балашов С. П. и др.]. — Н. Новгород: ВГИПУ, 2008. — С. 10—13.
- Прохоров М. М. Диалектика «телесности» и виртуальности как теоретическая проблема изучения зародышевых форм философской культуры // Фундаментальные проблемы культурологии в 4 томах. Т. 1: Теория культуры. / Федеральное агентство по культуре и кинематографии, Санкт-Петербургское отделение Российского ин-та культурологии, Кафедра ЮНЕСКО по компаративным исследованиям духовных традиций, специфики их культур и межрелигиозного диалога. — СПб.: Алетейя, 2008. — С. 203—214.
- Прохоров М. М. Идолы современного развития // Современные проблемы науки, образования и производства Материалы VIII Всероссийской научно-практической конференции студентов, аспирантов, специалистов, преподавателей и молодых учёных. — Н. Новгород: Нижегородский филиал Университета РАО, 2008. — С. 178—180.
- Прохоров М. М. Бытие и уровни его определения // Философия и общество. — 2008. — № 4 (52). — С. 24—43.
- Прохоров М. М. Понимание и определение бытия // Вестник Казанского государственного университета культуры и искусств. — 2008. — № 1. — С. 64—75.
- Прохоров М. М. Гуманизм и современные идолы развития личности и общества // Вестник Волжского государственного инженерно-педагогического университета. — 2008. — № 5 (6). — С. 63—78.
- Прохоров М. М. К 100-летию книги В. И. Ленина «Материализм и эмпириокритицизм» // Философия и общество. — 2009. — № 3 (55).
- Прохоров М. М. Современное переосмысление истории и проблема симуляции // Актуальные проблемы философии государства и права. — Н. Новгород, 2009. — С. 175—182
- Прохоров М. М. Традиция и инновация как проблема объективности культурологии // Конев В. А., Драч Г. В., Фортунатова В. А., Дробышева И. Э., Голубева Л. Н., Ларин Ю. В., Костина О. В., Соболева Д. М., Кармин А. С., Дриккер А. С., Левяш И. Я., Листвина Е. В., Глотов М. Б., Солонин Ю. Н., Тишкина А. Г., Штомпель О. М., Румянцева О. К., Яркова Е. Н., Тарасова О. И., Боровская Л. А. и др. Фундаментальные проблемы культурологии. Т. 5. Теория и методология современной культурологии. — М., СПб.: Эйдос, 2009. — С. 237—250. — 621 с. ISBN 978-5-90474-502-8
- Прохоров М. М. История: необходимость переосмысления // Инновации в системе непрерывного профессионального образования материалы X Международной научно-методической конференции преподавателей вузов, ученых и специалистов (9 апреля 2009 г.). М-во образования и науки Российской Федерации, Федеральное агентство по образованию, М-во образования Нижегородской обл., ГОУ ВПО «Волжский гос. инженерно-пед. ун-т»; [редкол.: Балашов С. П. и др.]. — Н. Новгород: ВГИПУ, 2009. — С. 155—160.
- Прохоров М. М. Религия и философская культура в современной России // Религии Поволжья: проблемы социального служения Научно-практическая конференция. Евразийское отделение Международной ассоциации религиозной свободы, Приволжский филиал; Нижегородское отделение Российского общества социологов; Нижегородский отделение Института социологии РАН и др. — Н. Новгород: ННГУ имени Н. И. Лобачевского, 2009. — С. 121—125.
- Прохоров М. М. Реализм или материализм? // Наука и молодёжь материалы X Всероссийской научно-практической конференции студентов и аспирантов. М-во образования и науки Российской Федерации, Федеральное агентство по образованию, М-во образования Нижегородской обл., ГОУ ВПО «Волжский государственный инженерно-педагогический университет»; [редкол.: Балашов С. П. и др.]. — Н. Новгород: ВГИПУ, 2009. — С. 141—144.
- Прохоров М. М. Материализм и эмпириокритицизм // Философия и общество. — 2009. — № 3. — С. 37—57.
- Прохоров М. М. Бытие и история // Philosophy and Cosmology. — 2009. — Т. 8. — С. 214—222.
- Прохоров М. М. Методология научного познания: уровень философии и мировоззрения // Вестник Волжского государственного инженерно-педагогического университета. — 2009. — № 6 (7). — С. 82—93.
- Прохоров М. М. Образование и религия в постсоветской России // Свободная мысль. — 2010. — № 1 (1608). — С. 105—118. ISSN 08694443
- Прохоров М. М. О модернизации государства в постсоветской России: компаративистский анализ основных подходов // Свободная мысль. — 2010. — № 6 (1613). — С. 5—18. ISSN 08694443
- Прохоров М. М. Несколько соображений о марксистской философии и современности // Вестник Российского философского общества. — 2010. — № 4 (56). — С. 87—91.
- Прохоров М. М. История и логика генезиса идеализма: полемические заметки // Философия и общество. — 2010. — № 1. — С. 64—83. ISSN 16814339
- Прохоров М. М. Истина и культура // Философия и культура. — 2011. — № 5. — С. 104—107. ISSN 19992793
- Прохоров М. М. Явления и сущность симулирования // Мировоззренческая парадигма в философии: Бытие и мышление (подлинное, мнимое и реальное): Монография / Под ред. проф. М. М. Прохорова. — Н. Новгород, 2011. — С. 113—132.
- Прохоров М. М. Гуманизм, диалектика и материализм // Здравый смысл. Журнал скептиков, оптимистов и гуманистов. — № 4 (61), № 1 (62). — 2012. — С. 79—86.
- Прохоров М. М. Философия будущего о гуманизме, смерти и бессмертии // Здравый смысл. Журнал скептиков, оптимистов и гуманистов. — 2012. — № 3—4 (64—65). — С. 94—98.
- Прохоров М. М. История, культура определения бытия и гуманизма // Философия и культура. — 2012. — № 2. — С. 104—107.
- Прохоров М. М. Историческое определение бытия // Философская мысль. — 2012. — № 2. — С. 99—165. DOI: 10.7256/2306-0174.2012.2.189.
- Прохоров М. М. Атрибутивное определение бытия: третья историческая форма противоположности диалектики и метафизики // Философская мысль. — 2012. — № 5. — С.1—100. DOI: 10.7256/2306-0174.2012.5.244.
- Прохоров М. М. Мировоззренческая многомерность человека // Многомерность и целостность человека в философии, науке и религии Материалы Международной научно-образовательной конференции. — Казань: Казанский (Приволжский) федеральный университет, 2012. — С. 22—26.
- Прохоров М. М. Философия между наукой и религией // Мир человека Нижегородский философский альманах. — Н. Новгород, 2012. — С. 132—160.
- Прохоров М. М. Наука постнеклассической эпохи // Вестник Нижегородского университета им. Н. И. Лобачевского. — 2012. — № 1-3. — С. 64—70.
- Прохоров М. М. История, культура определения бытия и гуманизма // Философия и культура. — 2012. — № 2 (50). — С. 51—61.
- Прохоров М. М. Противоречивая природа инновации // Наука Красноярья. — 2012. — № 1. — С. 211—230.
- Прохоров М. М. История, бытие и гуманизм // Научный поиск. — 2012. — № 2. — С. 46—52.
- Прохоров М. М. Право на равенство: философский анализ // Philosophy and Cosmology. — 2012. — Т. 11. — С. 193—210.
- Прохоров М. М. История культуры и бытие: кризисологический анализ // Рождение культурологии в России сборник научных трудов. науч. ред. В. П. Океанский; ФГБОУ ВПО «Шуйский государственный педагогический университет», Центр кризисологических исследований при участии Академии философии хозяйства Московского государственного университета им. М. В. Ломоносова и Центра социальных исследований и просвещения им. С. Н. Булгакова. — Шуя: Шуйский государственный педагогический университет, 2013. — С. 186—196.
- Прохоров М. М. Экономика и Н. В. Гоголь // Социально-экономические проблемы развития регионов: экономика, образование, управление и право сборник материалов международной научно-практической конференции: в 2 частях. 2013. — С. 164—168.
- Прохоров М. М., Кашина О. П. Зрелость человека в трактовках философии и её многомерность // Научные ведомости Белгородского государственного университета. Серия: Философия. Социология. Право. — 2013. — № 25. — С. 280—289.
- Прохоров М. М. Наука и современность //Философия и общество. — 2013. — № 1 (69).
- Прохоров М. М. Взаимосвязь бытия и истории как принцип философского мировоззрения // Философия и культура. — 2013. — № 2. — С. 104—107. DOI: 10.7256/1999-2793.2013.02.2.103.
- Прохоров М. М. Социальность мышления и её негация // Филология: научные исследования. — 2013. — № 4. — С. 104—107. DOI: 10.7256/2305-6177.2013.4.10086
- Прохоров М. М. Онтология: «бытие и небытие» или «бытие и сущее»? // Философская мысль. — 2013. — № 5. — С.100—102. DOI: 10.7256/2306-0174.2013.5.284.
- Прохоров М. М. Истина и действительность // Философская мысль. — 2013. — № 6. — С. 293—387. DOI: 10.7256/2306-0174.2013.6.333.
- Прохоров М. М. Смыслы и ценность модели отношения человека с миром // Философская мысль. — 2013. — № 7. — С. 136—240. DOI: 10.7256/2306-0174.2013.7.369.
- Прохоров М. М. Н. В. Гоголь и религиозное движение // Религии России: проблемы социального служения и патриотического воспитания. Коллективная монография. Нижегородский государственный лингвистический университет им. Н. А. Добролюбова; Приволжский филиал Института социологии РАН; Нижегородская государственная сельскохозяйственная академия; Нижегородский государственный университет им. Н. И. Лобачевского; Нижегородское отделение Российского общества социологов; Российское объединение исследователей религии; Центр религиоведческих исследований «Религиополис». — Н. Новгород: НГЛУ имени Н. А. Добролюбова, 2014. — С. 371—379.
- Prokhorov M. M. The unity of being and history as a principle of ontology, gnoseology and epistemology // Dialogue & Universalism. — 2014. — Т. 24. — № 3. — С. 64—69.
- Прохоров М. М. Теории креативности: фундаментальные абстракции // Международный журнал исследований культуры. — 2014. — № 4 (17). — С. 31—42.
- Прохоров М. М. Необходимость системного изменения российского культурного пространства // NB: Философские исследования. — 2014. — № 6. — С. 49—156.
- Прохоров М. М. Мировоззренческая метаморфоза Н. В. Гоголя и социальность мышления // Philosophy and Cosmology. — 2014. — Т. 13. — С. 245—257.
- Прохоров М. М. Феномен экономизма // Философия и культура. — 2014. — № 1 (73). — С. 67—78. ISSN 19992793
- Прохоров М. М. Общество — экономика — экономизм // Философская мысль. — 2014. — № 1. — С. 113—163. DOI: 10.7256/2306-0174.2014.1.10630.
- Прохоров М. М. Необходимость системного изменения российского культурного пространства // Философская мысль. — 2014. — № 6. — С. 49—156. DOI: 10.7256/2306-0174.2014.6.12389.
- Прохоров М. М. Философские основания экономики и экономизм // Философия и общество. — 2014. — № 2 (74)
- Прохоров М. М. Фундаментальный принцип социальной динамики // Актуальные вопросы модернизации: экономика, образование, управление и право: сборник научных трудов 3-й Международной научно-практической конференции. — Н. Новгород: НФ МЭСИ, 2015. — С. 234—243.
- Прохоров М. М. Историчность бытия // Мировоззренческая парадигма в философии: историческое измерение бытия. Материалы XII Международной научной конференции. — Н. Новгород: НФ МЭСИ, 2015. — С. 9—39.
- Прохоров М. М. Фундаментальные абстракции теории креативности // Философия и культура. — 2016. — № 1 (97). — С. 34—48
- Прохоров М. М. Процессуальность бытия // Философия и культура. — 2016. — № 3 (99). — С. 320—336
- Прохоров М. М. Бытие или мистификация? // Философия и культура. — 2016. — № 5 (101). — С. 629—649
- Прохоров М. М. Основной вопрос философии и онтогносеология // Философия и общество. — 2016. — № 4 (81).
- Прохоров М. М. О специфике мифологического мировоззрения // Великие реки' 2016 труды научного конгресса 18-го международного научно-промышленного форума: в 3-х томах. — Н. Новгород: Нижегородский государственный архитектурно-строительный университет, 2016. — С. 423—425.
- Прохоров М. М. Мифология, религия и философия как глобальные образы сознания: сравнительный анализ // Ноосферные исследования. — 2016. — № 1-2 (13-14). — С. 5—18.
- Прохоров М. М. Методология исследования категории «революция»: онтологический подход // Наука. Мысль: электронный периодический журнал. — 2017.
- Прохоров М. М. Социальное государство, капитализм и общество в России конца ХХ — начала ХХI вв. // Государство, капитализм и общество в России второй половины ХІХ — начала ХХ вв. Материалы Всероссийского (с международным участием) научного семинара. Сборник научных работ. Отв. ред. А. Н. Егоров, А. Е. Новиков, О. Ю. Солодянкина. — Череповец: Череповецкий государственный университет, 2017. — С. 92—98.
- Прохоров М. М. Социальное государство, капитализм и общество в России конца ХХ — начала ХХI вв. // Государство, капитализм и общество в России второй половины ХІХ — начала ХХ вв. Материалы Всероссийского (с международным участием) научного семинара. Сборник научных работ. / Отв. ред. А. Н. Егоров, А. Е. Новиков, О. Ю. Солодянкина. 2017. — С. 92—98.
- Прохоров М. М. Социальное государство: обратная сторона // Великие реки' 2017 труды конгресса 19-го Международного научно-промышленного форума: в 3 томах. — Н. Новгород: Нижегородский государственный архитектурно-строительный университет, 2017. — С. 359—362.
- Прохоров М. М. Онтогносеология или о специфике философии // Философия в современном мире: сборник научных докладов международной научно-практической конференции, посвящённой 25-летию семинара «Проблема обоснования знания» и 70-летнему юбилею профессора Кудряшева Александра Федоровича. — Уфа: Башкирский государственный университет, 2017. — С. 103—109.
- Прохоров М. М. Социальное государство — одно из последствий русской революции в современном мире // Русская революция и современный мир. Материалы Всероссийской научной конференции с международным участием : в 2 ч. — Н. Новгород: Нижегородская государственная медицинская академия, 2017. — С. 74—80.
- Прохоров М. М. Взаимосвязь онтологии и гносеологии как проблема современной отечественной философии // Вестник Северного (Арктического) федерального университета. Серия: Гуманитарные и социальные науки. — 2017. — № 2. — С. 77—89.
- Прохоров М. М. Об основах социального государства // Вестник Нижегородской правовой академии. — 2017. — № 13 (13). — С. 5—10.
- Прохоров М. М. Онтология, гносеология и онтогносеология // Философская мысль. — 2017. — № 4. — С. 22-36.
- Прохоров М. М. Сущность государства и модальность социального государства // Вестник Северо-восточного федерального университета им. М. К. Аммосова. Серия: Педагогика. Психология. Философия. —2017. — № 2 (06). — С. 86—98.
- Прохоров М. М. Экономизм как социальный аналог механицизма // Вестник Северо-восточного федерального университета им. М. К. Аммосова. Серия: Педагогика. Психология. Философия. — 2017. — № 4 (08). — С. 146—158.
- Прохоров М. М. Основоположения креатологии // Творчество и культура в свете философской рефлексии. Творчество культуры и культура творчества. Сборник научных трудов VI Международной научно-теоретической конференции, посвящённой памяти доктора философских наук, профессора Георгия Федоровича Миронова (1944—2008). / Под ред. М. П. Волкова. — Ульяновск: Ульяновский государственный технический университет, 2018. — С. 105—112.
- Прохоров М. М. Социальная политика и феномен экономизма // Вестник Нижегородской правовой академии. — 2018. — № 15 (15). — С. 5—11.